# FCS Nacional
Le FCS Nacional (en néerlandais : Federatie Culturele Sportvereniging Nacional) est un ancien club surinamien de football basé à Paramaribo (1960-2013).

## Historique
- 1960 : fondation du club sous le nom de SV Boxel[2]
- 2000 : le club est renommé FCS Nacional[2]
- 22 décembre 2013 : fusion avec le S.V. Deva Boys (en) pour former le Nacional Deva Boys (en)[3]

## Palmarès
- Championnat du Suriname (1)
  - Champion : 2003

- Coupe du Suriname (1)
  - Vainqueur : 2005

- Supercoupe du Suriname (1)
  - Vainqueur : 2005
  - Finaliste : 2003